# Vincent Muller
Vincent Muller is een personage uit de Nederlandse soapserie Goede tijden, slechte tijden. De rol debuteerde op 29 oktober 2013 en wordt sindsdien gespeeld door acteur Oscar Aerts. In juli 2013 vertrok Louis Talpe (in de rol van Mike Brandt) uit Goede tijden, slechte tijden, en de rol van Vincent Muller vulde het gat op dat door het vertrek van Talpe ontstond.

## Achtergrond
In het najaar van 2012 besloten de schrijvers van Goede tijden, slechte tijden dat de rol van Mike Brandt (Louis Talpe, 2012-2013) in juni 2013 zou komen te eindigen. Brandt viel te pletter na een parachutesprong. Het personage Mike fungeerde in de soap als vrouwenverslinder en de meest gewilde man. Na het vertrek van Brandt moesten de makers op zoek naar een nieuwe meest gewilde man. Deze man werd gevonden in acteur Oscar Aerts. Aerts ging gestalte geven aan het personage Vincent Muller. Muller is de zoon van het personage Maxime Sanders. Sanders was na het vertrek van haar pleegdochter Amy Kortenaer (*2012) en haar vete met haar  broer Ludo Sanders (*2012-2013) relatief alleen komen te staan in de serie. De komst van zoon Vincent gaf een nieuwe impuls aan het karakter Maxime.

## Levensverhaal
Maxime Sanders, de moeder van Vincent, werd in de tijd dat ze studeerde aan de kunstacademie verliefd op een leraar van haar, de getrouwde Joost Muller. Maxime dacht dat ze onvruchtbaar was (door een voorval uit haar kindertijd met haar broer Ludo). Toen de twee met elkaar naar bed gingen, deden ze dat zonder gebruik van anticonceptiemiddelen. Maxime werd zwanger. De vrouw van Joost Muller kon geen kinderen krijgen en manipuleerde Maxime net zolang tot ze ging denken dat ze als 19-jarige studente geen kind kon opvoeden. Hierna werd besloten dat het kind na zijn geboorte bij zijn vader zou gaan wonen en dat ze zouden doen alsof mevrouw Muller de biologische moeder van het kind was. Toen Vincent werd geboren, stond Maxime hem meteen af aan de Mullers en Maxime verdween uit het leven van Vincent.
Ruim twintig jaar later wil Ludo Sanders het Algemeen Ziekenhuis Meerdijk overnemen en laten ombouwen tot een privékliniek. Hiervoor zoekt hij een zakelijk adviseur. Als Maxime ziet dat Vincent solliciteert, probeert ze Vincent in Meerdijk te houden. Vincent krijgt de baan, maar blijft afstandelijk doen tegen Maxime omdat zij de zus van zijn baas is.
Dan wordt Nina Sanders verliefd op Vincent. Vincent beantwoordt in eerste instantie haar avances, maar als hij door krijgt dat Nina de dochter van zijn baas is, wil hij niets met haar beginnen. Als Vincent op het bedrijfje van Nina, Tasjesdief (later Banditas), moet letten, krijgt Vincent ook gevoelens voor Nina. Maxime probeert de liefde te bekoelen, omdat ze het niet vindt kunnen als Vincent een relatie met zijn nichtje zou beginnen.
Vincent vindt het fijn om allerlei persoonlijke zaken met Janine Elschot te bespreken. Dit omdat zij een van de weinigen is in Meerdijk met wie Vincent regelmatig contact heeft die geen Sanders is. Maxime wil dit tegengaan, omdat Janine haar grootste rivale is. Als Vincent Janine vertelt over zijn ex-vriendin Milou, hoort Maxime dit. Ze probeert Milou naar Meerdijk te halen, zodat Vincent wellicht opnieuw op haar valt en Nina uit zijn hoofd kan zetten. Vincent begint een relatie met Milou. Dan wordt Milou ziek en moet naar het ziekenhuis. Vincent is verliefd op Nina en dat wil hij bewijzen door met haar naar bed te gaan. Wanneer Milou uit het ziekenhuis is, maakt Vincent het uit en gaat hij verder met Nina. Hij stopt met werken bij Ludo en begint dan pas echt een relatie met Nina. Nina wil Vincents moeder ook ontmoeten dus vragen ze of Paula (de adoptiemoeder van Vincent) komt. Paula krijgt ruzie met Maxime en wanneer ze in de lift van de Rozenboom ruziemaken, zakt Paula in elkaar en overlijdt ze aan een hartaanval.
Op de verjaardag van Nola vertelt Maxime aan Nina en Vincent dat ze nicht en neef van elkaar zijn. Vincent heeft het hier moeilijk mee maar blijft toch samen met Nina.
De relatie tussen Nina en Vincent loopt daarna goed. Nina vraagt Vincent mee naar Israël, Lucas hoort dit en hoort ook van Nina dat zij Vincent ten huwelijk gaat vragen. Lucas en Lorena gaan zonder dat Nina en Vincent het weten ook naar Israël. Nina vraagt Vincent ten huwelijk maar Vincent wil nog niet met haar trouwen.
Vincent kan het goed vinden met Maxime Sanders, Noud Alberts, Aysen Baydar, Lucas Sanders, Ludo Sanders, Nina Sanders en Janine Elschot.

## Betrekkingen

### Familie
- Maxime Sanders  (moeder; overleden)
- Joost Muller  (vader)
- Paula Muller  (stiefmoeder; overleden)
- Amy Kortenaer  (adoptiezus/nicht)
- Ludo Sanders  (oom)
- Marcus Sanders  (oom)
- Stefano Sanders  (oom)
- Nick Sanders  (neef)
- Kimberly Sanders  (nichtje)
- Nina Sanders  (nicht)
- Lucas Sanders  (neef)
- Valentijn Sanders  (achterneefje)
- Nola Sanders  (achternichtje)
- Maximiliaan Sanders  (grootvader: overleden)
- Maria Sanders  (grootmoeder: overleden)

### Romance
- Milou Meijs  (relatie 2008-2010, 2014)
- Lorena Gonzalez  (one-night-stand: 2013)
- Aysen Baydar  (one-night-stands: 2014-2015)
- Nina Sanders  (relatie 2014)
- Sacha Kramer  (one-night-stands: 2015)